# Billy Budd
Billy Budd je opera o čtyřech dějstvích od Benjamina Brittena. Libreto napsali Edward Morgan Forster a Eric Crozier. Předlohou k libretu byl román Billy Budd od Hermana Melvilla. Opera byla skladatelem revidována v roce 1960 do dvouaktové verze s prologem a epilogem.
Článek popisuje původní čtyřaktovou verzi opery z roku 1951.

## Literární předloha a vznik opery
Literární předlohou k libretu byl román Billy Budd od Hermana Melvilla (* 1. srpna 1819 v New Yorku; † 28. září 1891 tamtéž) K literární tvorbě jej přivedly životní zkušenosti námořníka na obchodních, velrybářských a válečných lodích. Svými dobrodružnými romány si získal čtenářskou oblibu. Měl však také zájem o filozofii, který jej přivedl k úvahám o problematice lidské osobnosti a o její identitě. Svůj poslední román Billy Budd, Sailor (Billy Budd, námořník) začal psát v listopadu 1888, na poslední stránku rukopisu napsal datum 19.4.1891. Román o Billym Buddovi vydal v roce 1924 Raymont M. Weaver, profesor anglické literatury na Kolumbijské univerzitě a autor první Melvillovy biografie.
Podle Brittena se Billy Budd vynořil ke konci roku 1948. Skladatel v tématu zničené nevinnosti vycítil obrovský potenciál morální i hudební a vyzval Erica Croziera, se kterým již dříve spolupracoval, a Edwarda Morgana Forstera ke spolupráci na opeře. Dokončení první pracovní verze libreta, na které se Britten aktivně podílel, trvala šest měsíců. Libretisté přistupovali k Melvillovu textu s velkým respektem a z originálu převzali řadu konkrétních detailů. Některé věty a dialogy citují doslova. Věnovali také velkou pozornost stylizaci námořnických popěvků, signálů a námořním reáliím vůbec. Prošli si válečnou loď Victory, aby viděli na vlastní oči v jakých podmínkách námořníci žili. Vše sloužilo k podrobnému poznání života námořníků, aby dokázali co nejvěrněji vystihnout atmosféru Melvillovy předlohy. Roku 1949 měla na Mezinárodním festivalu v Benátkách opera Billy Budd italského skladatele Giorgia Federica Ghediniho na totožný námět.
Hlavním dějištěm je moře a válečná loď, pojímaná jako model světa, kde se odehrává odvěký zápas dobra a zla. Hlavní reprezentanty dobra a zla, Billyho a Claggarta, pojali libretisté ve shodě s Melvillem. U kapitána Vereho se snažili zdůraznit jeho váhání mezi záchranou Billyho a smyslem pro povinnost, které jej však nakonec přivedlo až k selhání, takže podpořil vítězství zla.
Brittenova opera vznikla v letech 1950/1951 na objednávku komise Umělecké rady pro Královskou operu Covent Garden v Londýně. Premiéru tam měla 1. prosince 1951. Dirigoval sám skladatel, inscenace byla od Basila Colemana a roli kapitána Vereho zpíval Peter Pears. Po skončení měla sedmnáct opon. Uskutečnilo se šest představení před zcela zaplněným hledištěm. Dále se hrála v Cardiffu, Manchesteru, Glasgově a Birminghamu.
V březnu 1952 měla premiéru v Německu, ve Wiesbadenu.
V Paříži měla premiéru v květnu 1952 v Teátre des Champs Elysées.
Ruská premiéra se konala v roce 2013 v Михайловском театре v Санкт-Петербурге.
V USA byla premiéra v roce 1952 v Indiana University Opera Company.
Česká premiéra se uskutečnila 18.1.2018 v Národním divadle v Praze.

## Obsazení při premiéře
| Osoby                                                 | Hlasový obor | Premiéra: 1. prosince 1951 Dirigent: Benjamin Britten |
| ----------------------------------------------------- | ------------ | ----------------------------------------------------- |
| Edward Fairfax Vere, kapitán válečné lodě Indomitable | Tenor        | Peter Pears                                           |
| Billy Budd, námořník z předního strážního koše        | Baryton      | Theodor Uppman                                        |
| John Claggart, zbrojmistr                             | Bas          | Frederick Dalberg                                     |
| Mr. Redburn, první poručík                            | Baryton      | Hervey Alan                                           |
| Mr. Flint, navigátor                                  | Basbaryton   | Geraint Evans                                         |
| Poručík Ratcliffe                                     | Baryton      | Michael Langdon                                       |
| Red Whiskers                                          | Tenor        | Anthony Marlowe                                       |
| Donald, námořník                                      | Baryton      | Bryan Drake                                           |
| Dansker, starý námořník                               | Bas          | Inia Te Wiata                                         |
| Nováček                                               | Tenor        | William McAlpine                                      |
| Squeak, lodní kaprál                                  | Tenor        | David Tree                                            |
| Mr. Bosun, loďmistr                                   | Baryton      | Rhydderch Davies                                      |
| První důstojník                                       | Baryton      | Hubert Littlewood                                     |
| Druhý důstojník                                       | Baryton      | Hubert Littlewood                                     |
| Námořník v koši na hlavním stěžni                     | Tenor        | Emlyn Jones                                           |
| Přítel Nováčka                                        | Baryton      | John Cameron                                          |
| Arthur Jones, námořník                                | Baryton      | Alan Hobson                                           |
| Plavčík                                               | Mluvená role | Peter Flynn                                           |
| Námořní kadeti                                        | Dětské hlasy | Kingsland Central School                              |
| Důstojníci, námořníci                                 | Sbor         | Royal Opera Chorus                                    |

## Česká premiéra
Česká premiéra se uskutečnila 18.1.2018 v Národním divadle v Praze v rámci šesti exkluzivních představení v sezoně 2017/18. Opera se uvedla v původní čtyřaktové verzi. Režie se ujal šéf činohry Národního divadla Daniel Špinar, choreografii vytvořil český mim a choreograf Radim Vizváry ve spolupráci s tanečníky Losers Cirque Company. Scénu navrhla výtvarnice Lucia Škandlíková. Pod taktovkou britského dirigenta Christophera Warda účinkoval sbor a orchestr Státní Opery Praha. Režisér Špinar se zde zaměřil především na milostný trojúhelník hlavních postav Billy Budd-Captain Vere-John Claggart.
O přípravě opery vznikl dokument pro ČT art Backstage: Billy Budd.
| Osoby                                                 | Hlasový obor | Česká premiéra: 18. ledna 2018 Dirigent: Christopher Ward |
| ----------------------------------------------------- | ------------ | --------------------------------------------------------- |
| Edward Fairfax Vere, kapitán válečné lodě Indomitable | Tenor        | Štefan Margita                                            |
| Billy Budd, námořník z předního strážního koše        | Baryton      | Christopher Bolduc                                        |
| John Claggart, zbrojmistr                             | Bas          | Gidon Saks                                                |
| Mr. Redburn, první poručík                            | Baryton      | Jiří Brückler                                             |
| Mr. Flint, navigátor                                  | Basbaryton   | Adrian Clarke                                             |
| Poručík Ratcliffe                                     | Baryton      | Pavel Švingr                                              |
| Red Whiskers                                          | Tenor        | Václav Sibera                                             |
| Donald, námořník                                      | Baryton      | Daniel Klánský                                            |
| Dansker, starý námořník                               | Bas          | Roman Astakhov                                            |
| Nováček                                               | Tenor        | Jan Petryka                                               |
| Squeak, lodní kaprál                                  | Tenor        | Václav Vallon                                             |
| Mr. Bosun, loďmistr                                   | Baryton      | Stefan Asthakov                                           |
| Přítel Nováčka                                        | Baryton      | Luboš Skala                                               |
| Arthur Jones, námořník                                | Baryton      | Michal Bragagnolo                                         |
| Námořní kadeti                                        | Dětské hlasy | Kühnův dětský sbor                                        |
| Důstojníci, námořníci                                 | Sbor         | Státní Opera Praha                                        |

## Hudba
Opera má hudební formy vytvořené ze skladeb a rozsáhlých meziher. Důležitou roli zde má moře. Odráží vnější křivku opery a současně slouží jako prostředek k vyjádření vnitřního emocionálního stavu tragického hrdiny, který se v rozhodujících situacích nedá vysvětlit jen jeho koktáním. Soustředění celého děje na anglickou válečnou loď přináší dramaturgickou zvláštnost, protože se skladatel vzdává všech ženských hlasů. Atmosféru moře a lodi hudebně charakterizuje zařazení námořních písní, vojenských signálů a námořních výrazů. Konflikt dobra a zla je v celé opeře vyjádřen í tonální neukotveností, bitonalitou,a to od prvního taktu prologu, kdy se ve ztišených smyčcích postupně odvíjí melodická linie v B-dur (violy a cella) a G-dur (housle), až do vyhraněného střetu B-dur a b-Moll. Bitonalita, která uvádí jak prolog, tak epilog, navozuje zamlženou, neurčitou atmosféru Vereho vzpomínek na minulost a hudební metaforu dvojznačnosti celého příběhu. Briten nepřiděluje postavám konkrétní leitmotivy, pro jejich charakteristiku používá zvukové symboly a zvukové asociace. Billyho koktání slyšíme ve staccatu ozvučných dřívek a dřevěných dechových nástrojů. Zbičovaného Nováčka uvozuje altsaxofonové sólo, které se vrací znovu, když jej Claggart donucuje, aby Billyho navedl ke vzpouře. Billyho úder, kterým zabije Claggarta, je podtržen hlubokými tóny v H-dur a tento zvuk prochází celou partiturou a až v závěru, ve Vereho epilogu, se vytrácí. Claggartovu zvrácenost představují hluboké žestě v F-dur, kapiána Vereho pak zobrazuje nokturnové C-dur. Poměr obou tonin (f-Moll a C-dur) zůstává v jejich partech zachován jako symbol konfliktu charakterů. Kontrast postav Billyho a Claggarta vyjadřují jasné tóny ve vyšších polohách pro Billyho a temně znějící žestě pro Claggarta. Vrcholný moment skladatelovy instrumentační imaginace nastává před vynesením rozsudku, když zní celotaktové pomalé akordy v F-dur, v různých nástrojových kombinacích (procházejí sekcemi smyčců, dřevěných dechů, lesních rohů a ostatních žesťů). Dlouze znějící akordy ve chvíli, kdy Vere předává Billyho k výkonu rozsudku jsou symbolem dlouhých mořských vln - a zatracení.

## Děj opery
Příběh se odehrává na palubě britské královské lodi Indomitable (Nepřemožitelná) během anglicko-francouzské námořní války 1797. Délka představení: přibližně tři hodiny.

### První dějství

#### Prolog
Starý kapitán Vere, dřívější velitel válečné lodi Indomitable, vzpomíná na svůj život na moři a na svého bývalého podřízeného Billyho Budda.

#### 1. obraz
Na palubě lodi Indomitable vykonává posádka pod dozorem důstojníků denní práce. Jeden z námořníků, Nováček, si svou nešikovností vyslouží nevoli loďmistra Bosuna a ten přikazuje, aby byl potrestán dvaceti ranami bičem. Z obchodní lodi Rigth o Man (Lidská práva) jsou na loď Indomitable násilně naverbováni tři muži, které vyslýchá zbrojmistr (master-at-arms) John Claggart. Zatímco první muž, řezník John Higgins, zvaný Red Whiskers (Rudovous), bouřlivě protestuje, přijetí druhého, tkalce Arthura Jonese, proběhne v klidu. Třetí mladík, Billy Budd, je svou novou situací nadšen. Pohledný, dobrosrdečný Billy má jeden nedostatek - ve chvíli emočního vypětí koktá. Je zařazen jako námořník do předního strážního koše, což nadšeně vítá. Pak dává sbohem své bývalé lodi (Farewell, Rights o Man = Sbohem Lidská práva). Tím ovšem vyvolá podezření u důstojníků, kteří si jeho zvolání nespojí se jménem lodi, mají stálý strach ze vzpoury a nový námořník pro ně představuje nebezpečí. První poručík Redburn dává příkaz Claggartovi, aby nechal Billyho sledovat. Claggart tímto úkolem pověří námořníka Squaka (Pisklouna) a nařizuje mu, aby chlapce záměrně provokoval. Starý námořník Dansker varuje Billyho před Claggartem.
Námořníci nastupují na palubu ke kapitánskému raportu. Vítají kapitána, kterého nazývají Starry (Hvězdný) Vere. Kapitán sděluje námořníkům, že se jejich loď přiblížila ke břehům Francie, a všem přikazuje, aby se připravili na boj s nepřítelem.Námořníci vyjadřují své odhodlání zničit Francouze, nejnadšeněji Billy Budd. K němu se přidají i ostatní námořníci a provolávají kapitánovi slávu.

### Druhé dějství

#### 1. obraz
Kapitán Vere je ve své kajutě obklopen knihami. Posílá pro prvního poručíka Redburna a pro navigátora Flinta, které zve k sobě na sklenici vína. Společně pak probírají nadcházející boj s nepřítelem. Všichni odsuzují způsoby Francouzů, jejich mravy a jazyk. Poukazují na nebezpečí rozšíření myšlenek francouzské revoluce a připomínají si v této souvislosti vzpoury ve Spitheadu a na Nore. Flint s Redburnem zmiňují Billyho Budda, který volal "lidská práva" a na něhož je třeba si dát pozor. Ale Vere nesouhlasí, Billy je zkrátka jen mladý. Poručík Ratcliffe přijde se zprávou, že jsou na dohled francouzských břehů. Důstojníci odcházejí a Vere pokračuje ve čtení.

#### 2, obraz
Je večer, na palubě posádka notuje námořnické popěvky. Jen Dansker se odmítá k nim přidat; jediné, co si přeje, je tabák. Billy pro něj odběhne, u svého vaku přistihne Pisklouna a oba se pustí do rvačky. Přeruší je Claggart, který si uvědomí, že Piskloun zpackal jeho příkaz, a dá ho vsadit do vězení. Námořníci se uloží ke spánku, Claggart zůstane na palubě sám. Jeho myšlenly patři Billymu, jehož přítomnost na lodi v něm vyvolala trýznivé myšlenky. Nakonec přísahá, že ho zničí. Pod hrozbou dalšího bičování donutí Nováčka, aby Billyho vyprovokoval k účasti na domnělé vzpouře. Nováček předstírá, že se mnozí námořníci chtějí vzbouřit proti důstojníkům a penězi se snaží Billyho přesvědčit, aby jim velel. Billy se rozzuří a Nováček uteče. Objeví se Dansker. Billy mu řekne, co mu Nováček nabízel a Dansker ho znovu varuje před Claggartem. Marně. Billy si je jistý, že ho Claggart má upřímně rád.

### Třetí dějství

#### 1. obraz
O několik dní později. Námořníci netrpělivě očekávají boj s Francouzi, ale počasí není příznivé, padá hustá mlha. Claggart oslovuje kapitána Vereho a naznačuje, že od jednoho námořníka hrozí všem nebezpečí. Jeho řeč přeruší hlídka, která hlásí přítomnost francouzské lodi na pravoboku. Loď Indomitable nepřítele pronásleduje, dělostřelci a ostatní se připravují k boji, je odpálena první salva z děl, ale francouzské lodi se podaří zmizet v mlze. Vere dává pokyn k zastavení pronásledování nepřítele. Claggart opět oslovuje kapitána a řekne mu, že Billy podněcuje námořníky ke vzpouře. Vere tomu odmítá uvěřit a posílá pro Billyho, aby jej konfrontoval s Claggartem.

#### 2. obraz
Vere je přesvědčený, že Claggart vznesl falešné obvinění a že Billy je nevinný. Přichází Billy a nadšeně projevuje Veremu oddanost. Claggart opakuje své obvinění a Vere vyzývá Billyho, aby na to reagoval. Hluboce rozrušený Billy není schopen slova a posléze udeří Claggarta tak silně, že ho usmrtí. Vere pošle pro důstojníky. Koná se soud, Vere vystupuje jako svědek a popisuje onu událost. Billy přísahá svou věrnost králi a odmítá obvinění ze zrady. Neumí však vysvětlit důvod Claggartovy křivé výpovědi a prosí Vereho, aby ho zachránil. Důstojníci vědí, že Claggarta pro jeho krutost všichni nenáviděli a uvědomují si, že Billy byl ke svému činu vyprovokován. Žádají Vereho o radu, ten však odmítá a tak důstojníci na základě zákona o vzpouře v době války odsuzují Billyho ke smrti.

### Čtvrté dějství

#### 1. obraz
Blíží se ráno. Billy přemýšlí o nadcházející smrti. Dansker mu přináší zprávy od posádky, která chce Billyho zachránit. Billy pomoc odmítá a žádá Danskera, aby námořníky od vzpoury odvrátil. On sám je smířen se svým osudem.

#### 2. obraz
Je ráno. První poručík Redburn čte Válečný zákon, podle něhož každý námořník, který udeří či zabije nadřízeného důstojníka, bude odsouzen ke smrti. Billy žehná Hvězdnému Veremu a všichni námořníci jeho požehnání opakují.

#### Epilog
Starý Vere vzpomíná na chvíle, kdy Billyho mrtvé tělo shodili do moře. Přiznává se, že chlapce mohl zachránit. Pak si uvědomí, že mu Billy před smrtí požehnal a tím mu poskytl útěchu i odpuštění.